# Robert F. Stockton

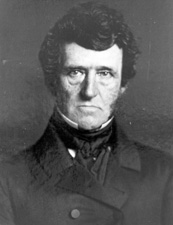
Robert F. Stockton

Robert Field Stockton, född 20 augusti 1795 i Princeton, New Jersey, död 7 oktober 1866 i Princeton, New Jersey, var en amerikansk demokratisk politiker och kommodor (Commodore) i USA:s flotta. Han spelade en central roll i USA:s erövring av Kalifornien i mexikanska kriget. Han representerade delstaten New Jersey i USA:s senat 1851-1853. Han var son till Richard Stockton som var senator för New Jersey 1796-1799. Hans egen son John P. Stockton var i sin tur senator 1865-1866 och 1869-1875.
Stockton deltog i 1812 års krig i USA:s flotta. Han tjänstgjorde sedan bland annat utanför Västafrikas kust. Tillsammans med American Colonization Societys agent Eli Ayers förhandlade han 1821 fram fördraget som ledde till staten Liberias grundande.
I kriget mot Mexiko intog han städerna Los Angeles och San Diego. Hans flaggskepp var USS Congress. Han var den högst rankade amerikanska militären i Kalifornien 1846-1847. Han godkände 1847 utnämningen av John C. Frémont till Kaliforniens militärguvernör.
Stockton lämnade flottan i maj 1850. Han efterträdde 1851 William L. Dayton som senator för New Jersey. Han avgick i januari 1853 för att tillträda som verkställande direktör för Delaware and Raritan Canal Company.